# ゾーラン・マムダニ
ゾーラン・マムダニ (Zohran Mamdani, 1991年10月18日 - ) は、アメリカ合衆国の政治家である。ニューヨーク州議会議員を務める。ニューヨーク市クイーンズ区を地盤としている。民主党所属。

## 経歴
1991年10月18日、ウガンダのカンパラで、インド系の家庭に生まれた。ムスリム（イスラム教徒）である。母親は映画監督のミーラー・ナーイル、父親は文化人類学者のマフムード・マムダニである。7歳のとき、アメリカ合衆国のニューヨーク市に移住した。
ブロンクス科学高等学校、ボウディン大学で学んだ。
HABとのコラボレーションEP『Sidda Mukyaalo』（2016年）をリリースするなど、ラッパーとして活動していた時期がある。
2020年、ニューヨーク州議会議員選挙に民主党から出馬して当選した。その後、2022年と2024年に再選を果たした。
2025年、ニューヨーク市長選挙に向けた民主党の候補を決める予備選挙において、前ニューヨーク州知事のアンドリュー・クオモなどを破った。

## 政治的な姿勢
民主社会主義者であり、急進左派系と位置づけられている。2025年の選挙では「公営スーパーの設置」「保育料の無料化」「市営バスの無料化」「家賃上昇の凍結」を公約に掲げた。